# William John Burchell
William John Burchell (Fulham, Londen, 23 juli 1781 - 23 maart 1863) was een Brits ontdekkingsreiziger, natuuronderzoeker,  kunstenaar en auteur. 
Hij was de zoon van Matthew Burchell, botanicus en eigenaar van 9,5 hectare grond, Fulham Nursery, grenzend aan de tuinen van Fulham Palace. 
Burchell liep een botaniestage bij Kew Gardens en werd verkozen tot lid van de Linnean Society of London in 1803. Rond deze tijd werd hij verliefd op een miss Lucia Green van Fulham, maar zijn verloving werd geconfronteerd met sterke afkeuring van zijn ouders.
Op 7 augustus 1805 zeilde hij naar St. Helena aan boord van de "Northumberland", een schip van de Britse Oostindië Compagnie, met de bedoeling zich daar te vestigen als koopman met een partner in Londen. Ongelukkig met zijn situatie daar, stopte hij een jaar later met zijn werk als handelaar en accepteerde een baan als onderwijzer en later als botanicus op het eiland. In 1810 zeilde hij, op aanbeveling van Jan Willem Janssens, naar de Kaap om het gebied te verkennen,  de flora in kaart te brengen en nieuwe soorten toe te voegen aan zijn botanische collectie. Burchells aanstaande vrouw had hem inmiddels verlaten voor de kapitein van de boot die haar naar St. Helena voer om samen met Burchell te kunnen zijn. Hij kwam aan in de Tafelbaai op 26 november 1810 en ging meteen over tot de planning van een expeditie naar het binnenland. Hij verliet Kaapstad in juni 1811 en reisde tot 1815 door heel Zuid-Afrika. Hij verzamelde meer dan 50.000 exemplaren aan planten en legde meer dan 7000 km af over voornamelijk ruig terrein. Hij beschreef zijn reis in: Travels in the Interior of Southern Africa. Op 25 augustus 1815 voer hij vanuit Kaapstad met 48 kratten verzamelde planten en dieren aan boord van het schip "Kate" via St. Helena terug naar Fulham waar hij aankwam op 11 november 1815. Zijn volgende expeditie ging naar Brazilië, waar hij tussen 1825 en 1830 rondreisde. Opnieuw verzamelde hij een groot aantal planten en dieren, met inbegrip van meer dan 20.000 insecten. 
Zijn uitgebreide Afrikaanse collecties planten, dierenhuiden, skeletten, insecten, zaden, bollen en vissen zijn na zijn zelfmoord, grotendeels naar Kew Gardens gegaan en de insecten zijn opgenomen in het Oxford University Museum. Hij staat bekend om de uitgebreide en nauwkeurige aantekeningen die hij maakte om elk collectie-exemplaar te beschrijven, met betrekking tot gewoonte en habitat, evenals de vele tekeningen en schilderijen van landschappen, portretten, kostuums, mensen, dieren en planten.
Hij wordt herdacht in de monotypisch plantengeslacht Burchellia, evenals in tal van specifieke namen waaronder Burchells zebra (Equus quagga burchellii) en bijvoorbeeld Eciton burchellii een mierensoort. 
Burchell wordt aangeduid met de auteur afkorting Burch. bij het citeren van een botanische naam.
- Bibliothèque nationale de France: cb144048535 (data)
- Author citation (botany): Burch.
- CiNii: DA10250707
- Gemeinsame Normdatei: 117641049
- International Standard Name Identifier: 0000 0001 0975 2346
- Library of Congress Control Number: n50056199
- Nationale Bibliotheek van Israël: 987007277755705171
- Nederlandse Thesaurus van Auteursnamen: 252312163
- Réseau des bibliothèques de Suisse occidentale: 02-A012026331
- RKD-Nederlands Instituut voor Kunstgeschiedenis: 14096
- Système universitaire de documentation: 163852545
- Museum of New Zealand Te Papa Tongarewa: 60774
- Union List of Artist Names: 500011752
- Virtual International Authority File: 56823564
- WorldCat: E39PBJqk9Kq8WD9b7cjfHMXGHC